# مايكل هوك
مايكل هوك (بالإنجليزية: Mykel Hawke)‏ هو ممثل وضابط متقاعد في القوات الخاصة الأمريكية ومؤلف كتب ومقدم برامج أمريكي ولد بتاريخ 29 نوفمبر 1965.

## وصلات خارجية
مايكل هوك على موقع IMDb (الإنجليزية)
- مايكل هوك على موقع كينوبويسك (الروسية)